# Kecamatan Dampal Utara
Kecamatan Dampal Utara är ett distrikt i Indonesien.   Det ligger i provinsen Sulawesi Tengah, i den norra delen av landet, 1 700 km nordost om huvudstaden Jakarta.